# Air Greenland
Air Greenland és l'aerolínia nacional de Groenlàndia, amb seu a Nuuk. Opera principalment rutes internes i ofereix diversos vols internacionals cap a Copenhaguen. Ofereix serveis a totes les comunitats de Groenlàndia, duu a terme vols xàrter, taxi aeri i viatges especials en qualitat d'ambulància, així com en operacions de rescat.